# Олексеюк Іван Дмитрович
Олексеюк Іван Дмитрович — український хімік, доктор хімічних наук, професор, завідувач кафедри загальної та неорганічної хімії Волинського національного університету імені Лесі Українки, ректор ВНУ ім. Лесі Українки (1995—2005).

## Біографічні дані
Народився 13 червня 1940 року в селі Верховина, нині Люблінського воєводства, Польща. Помер 17 вересня 2022 року.
У 1962 році закінчив Ужгородський державний університет за спеціальністю «Хімія».
Науковий ступінь доктора хімічних наук (спеціальність 02.00.01 — неорганічна хімія) здобув у 1983 р. в Інституті загальної та неорганічної хімії АН СРСР (м. Москва).
1987 — Вища атестаційна комісія при Раді Міністрів СРСР присвоїла йому вчене звання професора.
1995 — конференція трудового колективу обрала його на альтернативній основі ректором Волинського державного (тепер — національного) університету імені Лесі Українки.
Академік Академії наук Вищої школи України, Інженерної академії України, Аерокосмічної академії України.

## Нагороди та відзнаки
- Заслужений діяч науки і техніки України (1996)[2]
- Лауреат державної премії України в галузі науки і техніки (2000) як один із співавторів роботи «Хімія, технологія і властивості складних халькоген-гелогенних матеріалів»
- Нагорода Ярослава Мудрого (1997)
- Нагороджений Почесною грамотою Кабінету Міністрів України[3]